# Fighter (Tali-dal)
A Fighter (magyarul: Harcos) Tali luxemburgi énekesnő dala, mellyel Luxemburgot képviselte a 2024-es Eurovíziós Dalfesztiválon Malmőben. A dal 2024. január 27-én, a luxemburgi nemzeti döntőben, a Luxembourg Song Contesten megszerzett győzelemmel érdemelte ki a dalversenyen való indulás jogát. Ez a dal volt az első luxemburgi nevezés az Eurovíziós Dalfesztiválra harminc év kihagyást követően, ugyanis az ország ezt megelőzően legutóbb 1993-ban vett részt a versenyen.

## Eurovíziós Dalfesztivál
2023. december 11-én vált hivatalossá, hogy az énekesnő dala is bekerült a Luxembourg Song Contest elnevezésű nemzeti döntő mezőnyébe. A dal január 27-én megnyerte a dalválasztó műsort, ahol a nemzetközi zsűri, valamint a nézői szavazatok együttese alakította ki a végeredményt. A szuperdöntőben a zsűrinél az első, míg a közönség listáján a második helyet érte el, ezzel összesítésben megnyerte a versenyt, így ez a dal képviselhette Luxemburgot az Eurovíziós Dalfesztiválon.
A dalt először a május 7-én rendezendő első elődöntőben fellépési sorrendben tizenötödikként, utolsóként adták elő, a Portugáliát képviselő Iolanda Grito című dala után. Az elődöntőből ötödik helyezettként továbbjutott a május 11-i döntőbe, ahol fellépési sorrendben negyedikként lépett fel, a Németországot képviselő Isaak Always on the Run című dala után és az Izraelt képviselő Eden Golan Hurricane című dala előtt. A zsűri szavazáson a tizenegyedik helyen végzett 83 ponttal (Izraeltől maximális pontot kapott), míg a nézői szavazáson a tizenhetedik helyen végzett 20 ponttal (Izraeltől maximális pontot kapott), így összesítésben 103 ponttal a verseny tizenharmadik helyezettje lett.
A következő luxemburgi induló Laura Thorn La poupée monte le son című dala volt a 2025-ös Eurovíziós Dalfesztiválon.

## Galéria

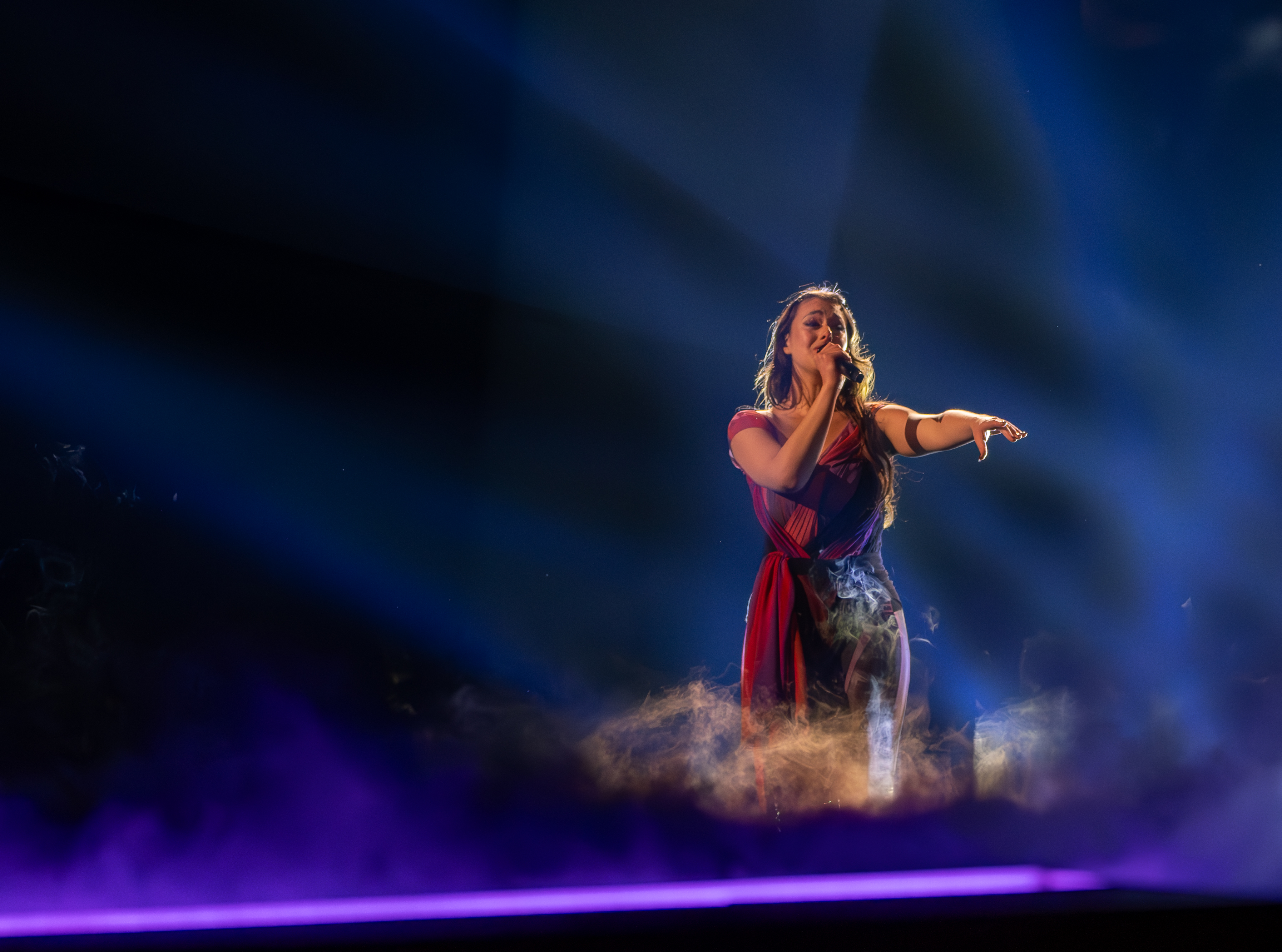
Az elődöntőben
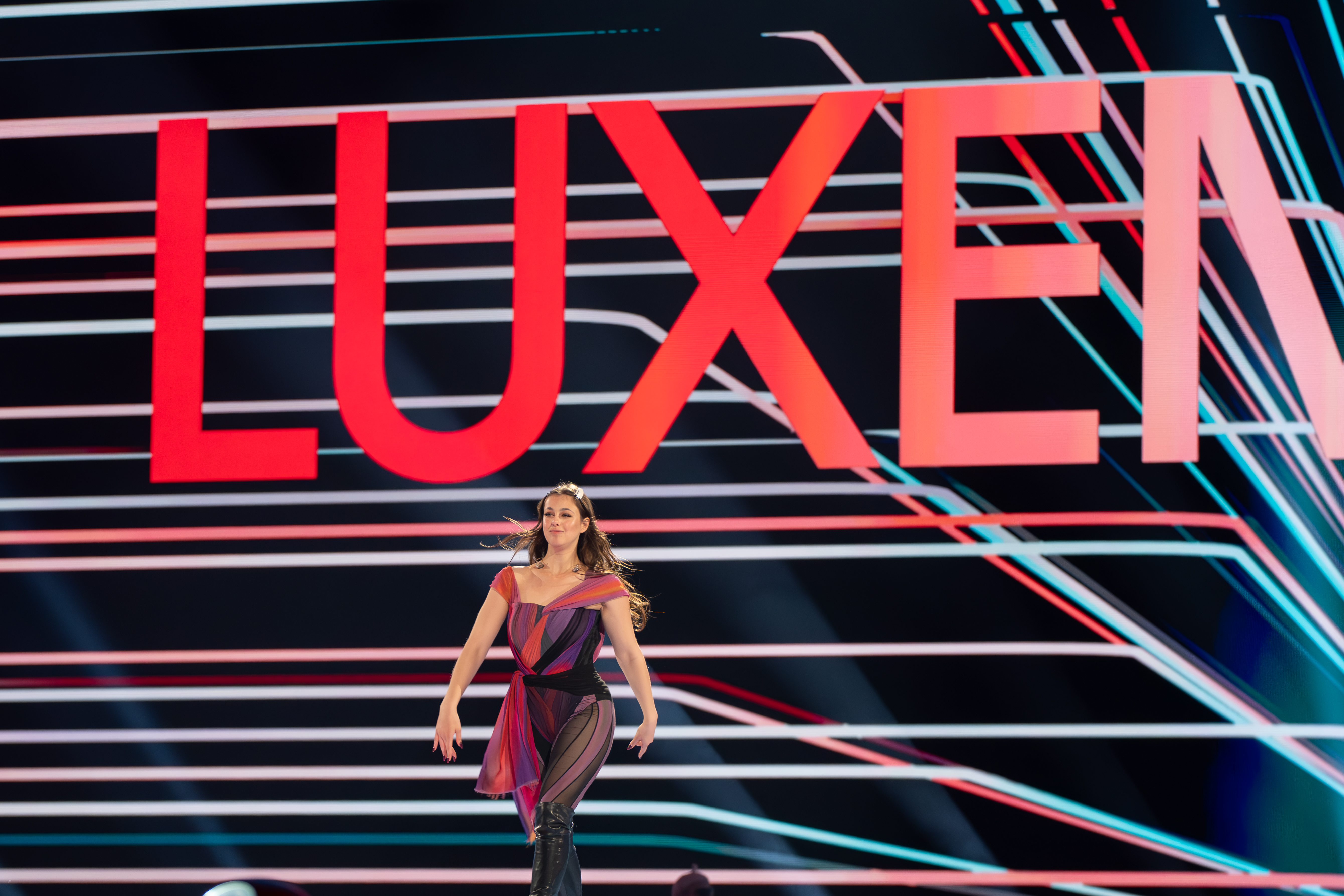
A döntő bevonulásán
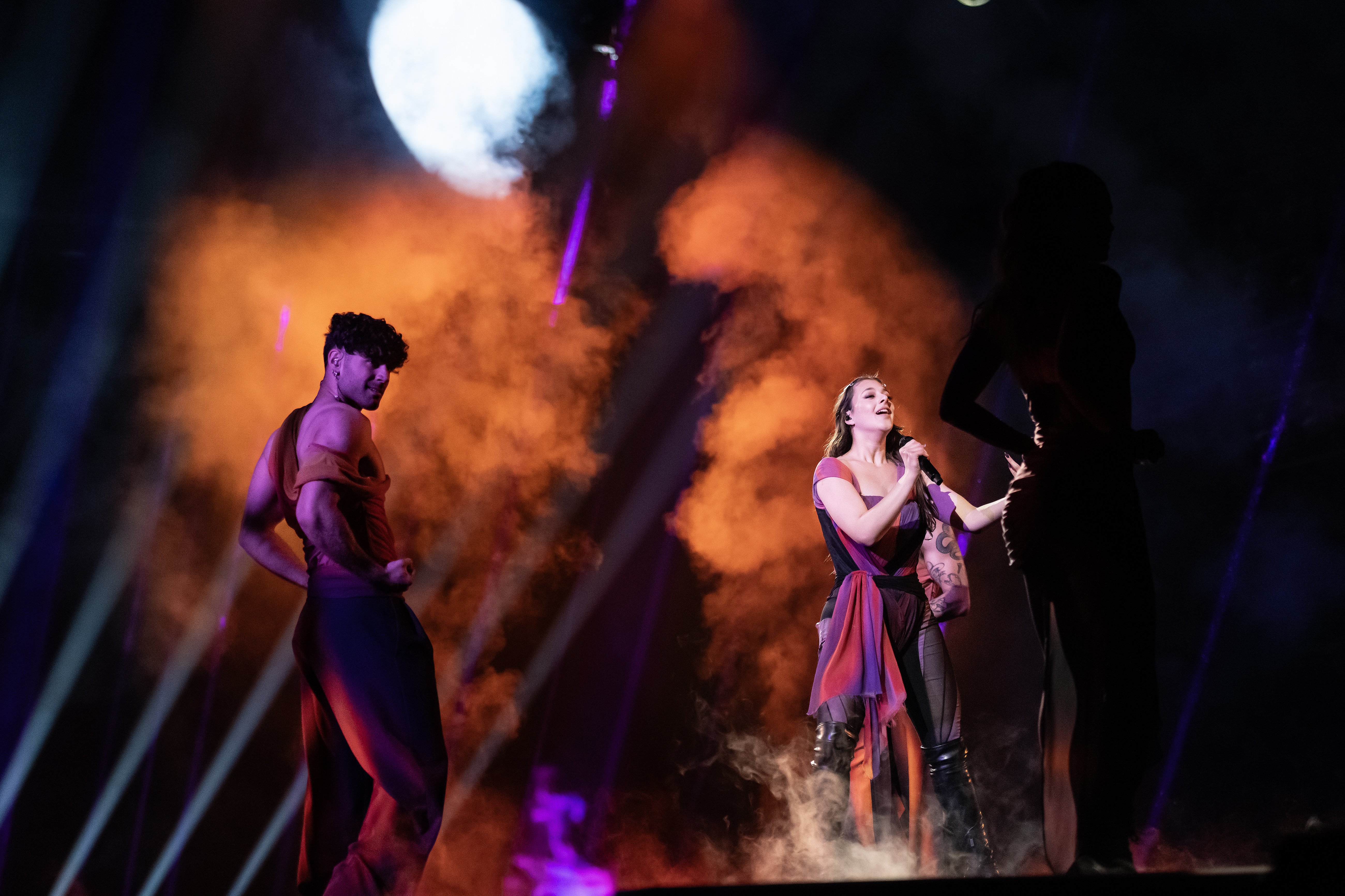
A döntőben